# Universidad Nacional de Cuyo
Die Universidad Nacional de Cuyo (deutsch Nationale Universität Cuyo) ist eine Universität in Mendoza (Argentinien).
Sie verfügt über 12 Fakultäten (Kunst und Design, Agrarwissenschaften, Angewandte Wissenschaft in der Wirtschaft, Wirtschaftswissenschaften, Medizinwissenschaften mit Zahnmedizin, Sozial- und Staatswissenschaften, Rechtswissenschaft, Erziehungswissenschaften, Philosophie und Literatur, Ingenieurwissenschaften, Exakte und Naturwissenschaften) und 3 Institute (Technologisches Institut, Institut für Öffentliche Sicherheit, Institut Balseiro).
Die Universität zählt rund 47.000 Studierende (2019), 4.200 Dozenten und dazu 2.500 Mitarbeiter (2016).